# Japan Gold Disc Award
Il Japan Gold Disc Award (日本ゴールドディスク大賞?) è un riconoscimento annuale assegnato dalla Recording Industry Association of Japan agli artisti che si sono distinti per il numero di copie vendute in Giappone nel corso dell'anno. È uno dei maggiori eventi musicali giapponesi, ed ogni anno viene anche realizzato un CD legato alla manifestazione.

## Albo d'oro
| Edizione | Anno | Artista giapponese | Artista internazionale |
| -------- | ---- | ------------------ | ---------------------- |
| 1        | 1987 | Akina Nakamori     | Madonna                |
| 2        | 1988 | Rebecca            | The Beatles            |
| 3        | 1989 | Boøwy              | Bon Jovi               |
| 4        | 1990 | Southern All Stars | Madonna                |
| 5        | 1991 | Yumi Matsutoya     | Madonna                |
| 6        | 1992 | Chage and Aska     | Guns N' Roses          |
| 7        | 1993 | Chage and Aska     | Madonna                |
| 8        | 1994 | Wands              | The Beatles            |
| 9        | 1995 | TRF                | Mariah Carey           |
| 10       | 1996 | TRF                | Mariah Carey           |
| 11       | 1997 | Namie Amuro        | Me & My                |
| 12       | 1998 | GLAY               | Céline Dion            |
| 13       | 1999 | B'z                | Céline Dion            |
| 14       | 2000 | Hikaru Utada       | Céline Dion            |
| 15       | 2001 | Ayumi Hamasaki     | The Beatles            |
| 16       | 2002 | Ayumi Hamasaki     | Backstreet Boys        |
| 17       | 2003 | Hikaru Utada       | Avril Lavigne          |
| 18       | 2004 | Ayumi Hamasaki     | Twelve Girls Band      |
| 19       | 2005 | Orange Range       | Queen                  |
| 20       | 2006 | Koda Kumi          | O-Zone                 |
| 21       | 2007 | Koda Kumi          | Daniel Powter          |
| 22       | 2008 | Exile              | Avril Lavigne          |
| 23       | 2009 | Exile              | Madonna                |
| 24       | 2010 | Arashi             | The Beatles            |
| 25       | 2011 | Arashi             | Lady Gaga              |
| 26       | 2012 | AKB48              | Lady Gaga              |
| 27       | 2013 | AKB48              | Che'Nelle              |
| 28       | 2014 | AKB48              | One Direction          |
| 29       | 2015 | Arashi             | One Direction          |
| 30       | 2016 | Arashi             | The Beatles            |
| 31       | 2017 | Arashi             | Ariana Grande          |
| 32       | 2018 | Namie Amuro        | The Beatles            |
| 33       | 2019 | Namie Amuro        | Queen                  |
| 34       | 2020 | Arashi             | Queen                  |